# Weißer Ring (circuit de ski)

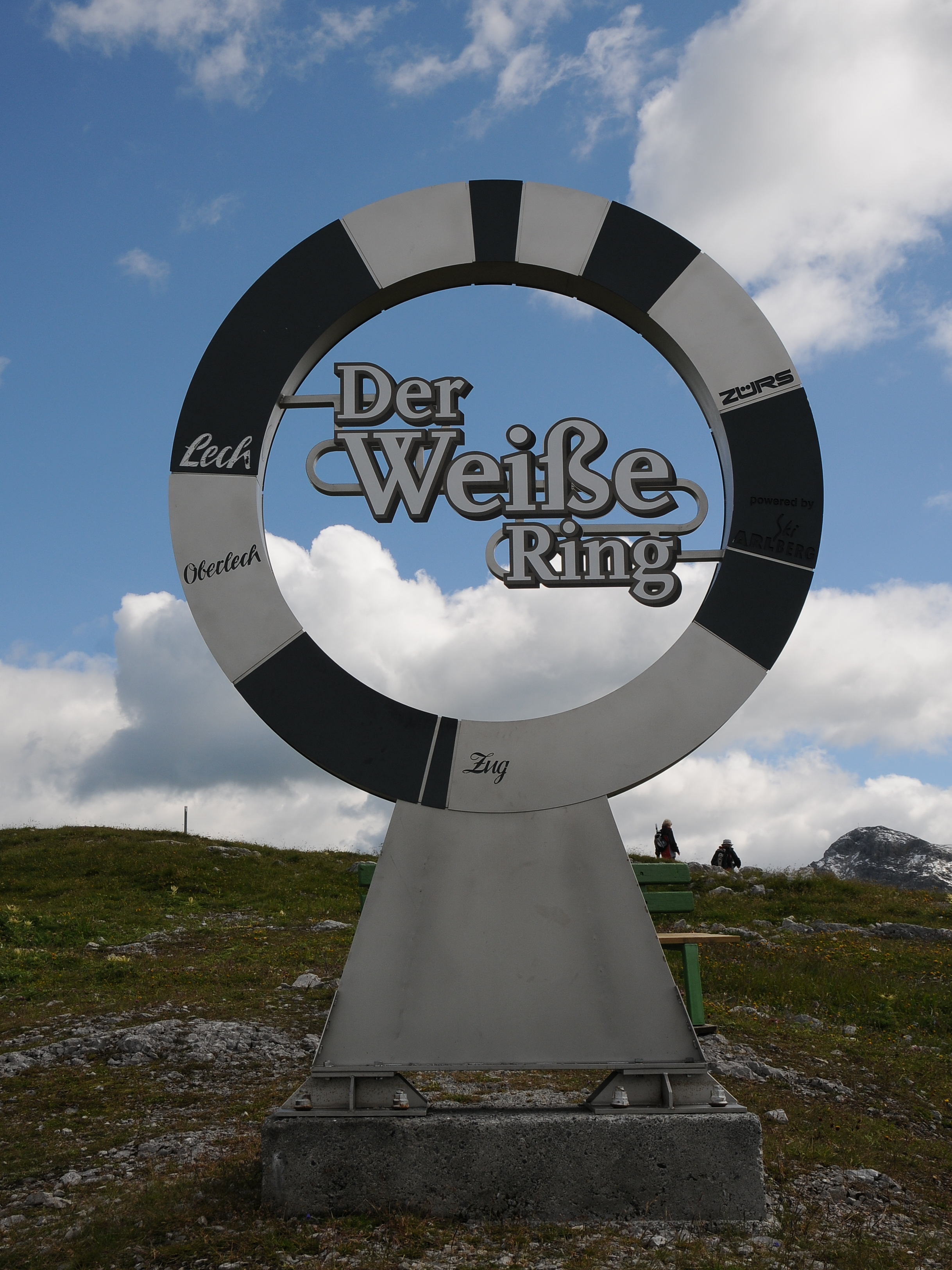
Installation sur le Rüfikopf.

Le Weiße Ring (en francais : l'anneau blanc) est un circuit de ski et en même temps la plus longue course de ski au monde. Il existe depuis plus de 60 ans et relie les domaines skiables de Lech, Zürs, Zug et Oberlech en Vorarlberg (Autriche).   

## L'histoire
Le circuit de ski s'étend sur plusieurs pistes et 6 remontées mécaniques. Il a une longueur totale de près de 22 km et dépasse un total de 5 500 m de dénivelé. L'idée pour cela remonte au skieur et ingénieur Josef Bildstein et commence par la mise en service du premier téléski à l'hiver 1940/41. À l'automne 2009, l'éditeur du Livre Guinness des records a confirmé que le « Weiße Ring » est la plus longue course de ski au monde. 
Le record du cours est de 44:10:75 minutes et est détenu par Markus Weiskopf depuis 2010.   

## Le parcours
| Étape |       | Piste de ski / Remontée mécanique           | Longueur | Altitude |
| ----- | ----- | ------------------------------------------- | -------- | -------- |
| 1     |       | Rüfikopfbahn                                | 2 131    | 890      |
| 2     | 38a   | Steinmännle                                 | 1 634    | 366      |
| 3     |       | Remonté Schüttboden                         | 590      | 155      |
| 4     | 38a   | Schüttboden - Zürs                          | 1 607    | 248      |
| 5     |       | Trittalpbahn                                | 920      | 288      |
| 6     | 3a    | Hexenboden Direct                           | 1 798    | 466      |
| 7a    |       | Seekopfbahn                                 | 1 548    | 514      |
| 7b    |       | Zürserseebahn                               | 1 587    | 491      |
| 8     |       | Madlochbahn                                 | 1 316    | 294      |
| 9     | 33    | Madloch — Zug                               | 4 187    | 954      |
| 10    |       | Zugerbergbahn                               | 1 460    | 615      |
| 11    |       | Remonté Balmengrat                          | 222      | 5        |
| 12    | 34    | Kriegeralpe - Petersboden - Oberlech - Lech | 4 236    | 644      |
| total | total | total                                       | 21 688   | 5 439    |